# Bošnjace
Bošnjace (cirill betűkkel Бошњаце) egy falu Szerbiában, a Jablanicai körzetben, Lebane községben.

## Népesség
- 1948-ban 1 517 lakosa volt.
- 1953-ban 1 601 lakosa volt.
- 1961-ben 1 691 lakosa volt.
- 1971-ben 1 769 lakosa volt.
- 1981-ben 1 819 lakosa volt.
- 1991-ben 1 853 lakosa volt
- 2002-ben 1 629 lakosa volt,[1] akik közül 1 524 szerb (93,55%), 87 cigány (5,34%), 2 német, 1 bolgár, 1 horvát, 1 macedón, 1 montenegrói, 1 román, 3 ismeretlen.[2]